# Sant Pere de Jorba
Sant Pere de Jorba és una església de Jorba (Anoia) inclosa a l'Inventari del Patrimoni Arquitectònic de Catalunya.

## Descripció
És una església d'una sola nau, de planta rectangular, absis poligonal i capelles laterals, amb un eix orientat de nord a sud. Porta ornamentada oberta a migdia amb una imitació d'un arc flamíger a la part superior. La façana presenta un ull de bou amb una claustra d'arenisca tallada en forma de creu en el seu interior. Presenta un campanar de torre en planta quadrada. Als dos extrems de la façana hi ha dues gàrgoles de pedra, que representen uns animals en forma grotesca; també unes finestres d'arc carpanell rebaixat. La coberta és a base teula àrab. Carreus perfectament tallats en forma de paral·lelepípedes rectangulars. Correspon a un gòtic molt tardà, o de tradició gòtica. La façana principal té quatre obertures simètriques prop de la coberta i un petit rosetó.

## Història
Fou construïda entre el 1551 i el 1558 pel mestre d'obres Joan Gibert de Bellpuig, per 444 lliures barceloneses. Al davant del poble es dreça des del 1679 una creu de terme barroca.